# Skälby, Upplands-Bro kommun
Skälby är ett bebyggelse sydväst om Kungsängen i Upplands-Bro kommun. Från 2020 avgränsar SCB här en småort.